# Christo Iwanow (polityk)
Christo Iwanow, bułg. Христо Иванов (ur. 13 września 1974 w Sofii) – bułgarski prawnik i polityk, w 2014 wicepremier, od 2014 do 2015 minister sprawiedliwości.

## Życiorys
Ukończył prawo na Uniwersytecie Sofijskim im. św. Klemensa z Ochrydy. Kształcił się następnie jako stypendysta w Washington College of Law w ramach American University. W latach 1996–2002 pracował jako koordynator projektu prowadzonego przez American Bar Association, później do 2006 działał jako niezależny konsultant. Przez kolejne osiem lat zajmował stanowisko dyrektora w instytucie zajmującym się inicjatywami na rzecz reform bułgarskiego wymiaru sprawiedliwości i zwalczania korupcji.
6 sierpnia 2014 objął urząd wicepremiera oraz ministra sprawiedliwości w przejściowym gabinecie, na czele którego stanął Georgi Bliznaszki. 7 listopada tego samego roku ponownie powołany na urząd ministra w dotychczasowym resorcie (z rekomendacji Bloku Reformatorskiego) w drugim rządzie Bojka Borisowa. 18 grudnia 2015 został odwołany z tego stanowiska. W styczniu 2017 stanął na czele nowo powołanego ugrupowania pod nazwą Tak, Bułgaria!.
Został również jednym z liderów koalicji Demokratyczna Bułgaria. W kwietniu 2021, lipcu 2021, listopadzie 2021, październiku 2022 i kwietniu 2023 z jej rekomendacji uzyskiwał mandat posła do Zgromadzenia Narodowego 45., 46., 47., 48. oraz 49. kadencji.
W czerwcu 2024 po słabym wyniku centrowej koalicji w kolejnych wyborach z tegoż miesiąca ogłosił rezygnację z kierowania partią oraz uzyskanego mandatu posła 50. kadencji niezwłocznie po złożeniu ślubowania.